# Карнер, Жозеп
Жозеп Карнер и Пуч-Ориол (кат. Josep Carner i Puig-Oriol, 9 февраля 1884, Барселона — 4 июня 1970, Брюссель) — каталонский поэт, драматург, журналист, переводчик.

## Биография
Окончил Барселонский университет по специальностям «право» и «философия». В 1900—1920-х годах был главным редактором нескольких крупных журналов, сотрудником газеты «Голос Каталонии». С 1911 — сотрудник Института каталонских исследований. С 1921 — на дипломатической службе в Италии, Коста-Рике, Ливане, Франции, Бельгии. Во время Гражданской войны встал на сторону Республики, после её поражения решил не возвращаться в Испанию. Эмигрировал в Мексику (1939—1945), впоследствии жил в Брюсселе.
Похоронен на Монжуикском кладбище (кат. Cementiri de Montjuïc) в Барселоне.

## Произведения

### Поэзия
- Llibre dels poetes (1904)
- Primer llibre de sonets (1905)
- Els fruits saborosos (1906)
- Segon llibre de sonets (1907)
- Verger de les galanies (1911)
- Auques i ventalls (1914)
- El cor quiet (1925)
- Nabí (1941)
- Poesia (1957)

### Драматургия
- El giravolt de maig (1928)
- El Ben Cofat i l’Altre (1951)
- Cop de vent (1966)

### Проза
- L’idil·li dels nyanyos (1903)
- La malvestat d’Oriana (1910)

### Переводы
Перевёл сочинения Франциска Ассизского, Шекспира, Дефо, Диккенса, Теккерея, Кэрролла, Мольера, Лабрюйера, Лафонтена, Ханса Кристиана Андерсена и др.

### Публикации на русском языке
- [Стихи]// Из каталонской поэзии. Ленинград: Художественная литература, 1984, с.138-145